# Nowe Panewniki
Nowe Panewniki − część gminy Panewniki, która wraz z koloniami Wymysłowem, Kokocińcem i Starymi Panewnikami została przyłączona w 1951 do Katowic.

## Nazwa
Już w XVI w. istniała osada Panewniki, należąca do Kuźnicy Pszczyńskiej (dziś Stara Kuźnica w Halembie). Była jedną ze wsi służebnych, w której wytwarzano panwie. Do XX wieku była zamieszkana przez Polaków. Gdy wokół wzniesionego na granicy wsi z Ligotą klasztoru franciszkańskiego powstawały nowe domy, dla odróżnienia tej części gminy od terenu ze starą zabudową wokół pierwszej siedziby minorytów, zaczęto nazywać Nowym Panewnikiem lub Nowymi Panewnikami. Ta część gminy znajdowała się w okolicach dzisiejszej Bazyliki św. Ludwika i Wniebowzięcia Najświętszej Maryi Panny oraz dawnej siedziby Urzędu Gminy Panewniki w pobliżu skrzyżowania ul. Panewnickiej, ul. Kijowskiej i ul. Medyków.